# Động đất Sumatra 1797
Động đất Sumatra 1797 là lần đầu tiên trong một loạt các động đất lớn nổ ra ở khu vực Sumatra thuộc vùng địa chấn cực mạnh Sunda. Nó đã gây ra sóng thần đặc biệt nghiêm trọng gần Padang, nơi mà một cái tàu của Anh nặng 150-200 tấn bị đẩy xa 1 km trên sông Arau.

## Bối cảnh
Đảo Sumatra nằm trên ranh giới hội tụ giữa mảng Ấn-Úc và mảng Á-Âu. Sự hội tụ giữa những mảng này rất nghiêng gần Sumatra, với việc di chuyển được tạo ra bởi đứt gãy trượt dọc theo vùng hút chìm, được biết đến là đại đứt gãy nghịch Sunda, và gần đứt gãy trượt Sumatran. Hoạt động trượt chính trong khu vục hút chìm thường là loại đại đứt gãy nghịch. Trong lịch sử, động đất đại đứt gãy nghịch lớn đã được ghi lại trong những năm 1797, 1833, 1861, năm 2004, 2005 và 2007, hầu hết chúng được liên kết với sóng thần có sức tàn phá lớn. Các hoạt động đại đứt gãy nghịch nhỏ hơn cũng đã xảy ra trong các khoảng thời gian nhỏ giữa các khu vực trượt trong những sự kiện lớn hơn, trong năm 1935, năm 1984, 2000 và năm 2002.

## Thiệt hại
Trận động đất gây ra sự sụp đổ và phá huỷ nhiều nhà. Sóng thần kéo một cái tàu của Anh nặng 150-200 tấn đi xa 1 km trên sông Arau phá hủy một số ngôi nhà dọc đường nó đi qua. Các thuyền nhỏ hơn bị kéo đi 1,8 km về phía thượng lưu.  Cả thành phố Air Manis bị ngập, nhiều người chèo lên cây để trốn hôm sau mới tìm thấy xác. Chỉ có hai người chết đã được báo cáo từ P, nhưng nhiều hơn từ không Khí Vương. Đảo Batu cũng báo cáo bị ảnh hưởng.

## Đặc điểm

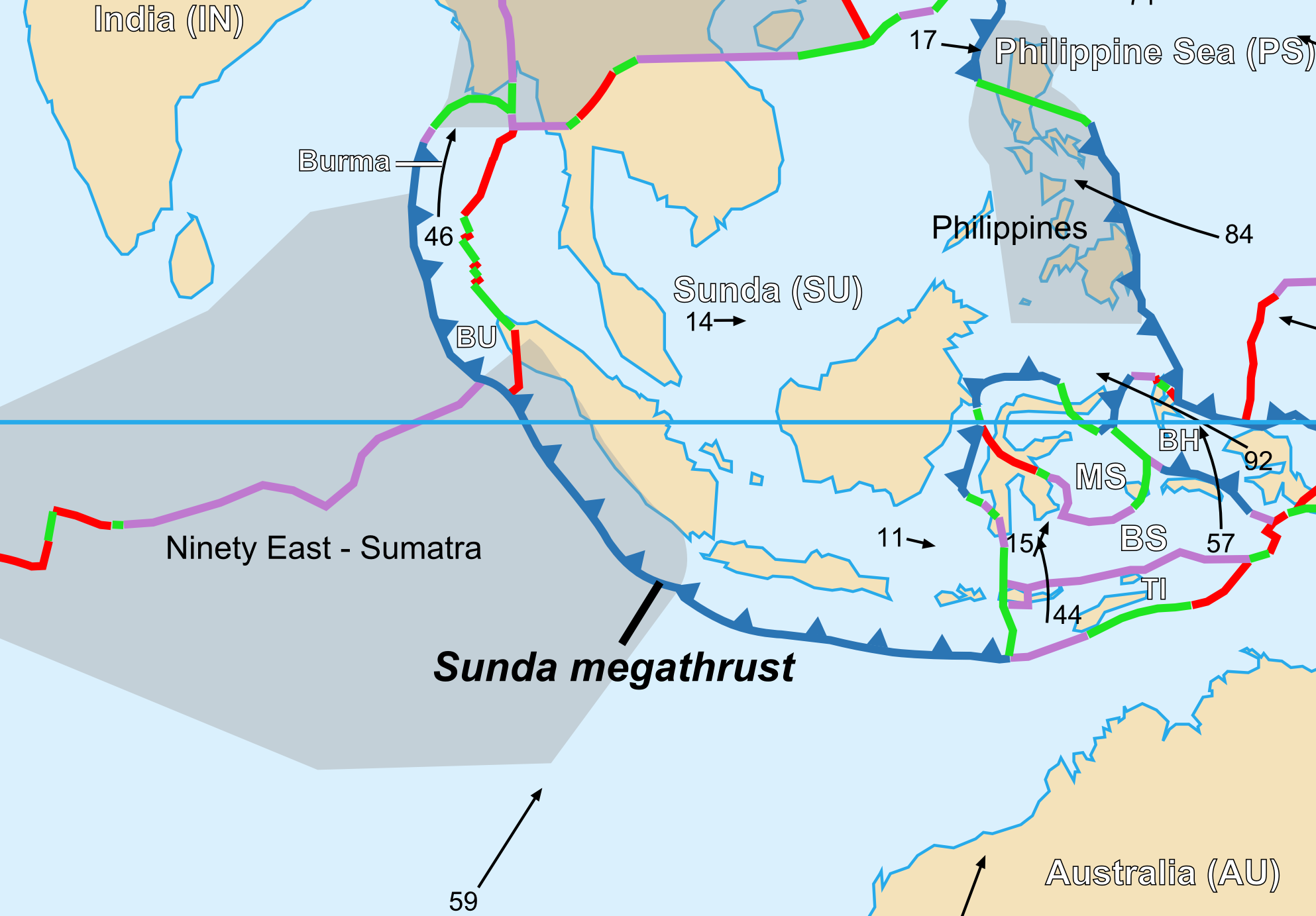
Bối cảnh kiến tạo ở vùng động đất cực mạnh Sunda

### Động đất
Padang bị rung lắc trong một phút. Báo cáo năm 1845 và 1847 nói hoặc là rằng đây là trận động đất mạnh nhất trong trí nhớ cư dân Padang, hoặc trận động đất lớn nhất trong vòng 40 năm

### Sóng thần
Sóng thần ở Panang và làng Air Manis được ước lượng vào sâu đến 5–10 m. Mô hình của sóng thần sử dụng nguồn dữ liệu tính toán từ sự nâng lên của san hô microatolls, hợp lý khi so sánh với các ghi chép lịch sử khác.
Sóng thẩn ở Panang có thể có nguồn gốc từ một sự lở đất dưới biển tạo ra bởi trận động đất.